# Nycteribia pygmaea
Nycteribia pygmaea är en tvåvingeart som först beskrevs av Kishida 1932.  Nycteribia pygmaea ingår i släktet Nycteribia och familjen lusflugor. Inga underarter finns listade i Catalogue of Life.